# 홍형선
홍형선(洪炯善, 1968년 1월 27일 ~ )은 대한민국의 국회직원 출신 정치인이다. 국회사무처 사무차장을 역임했다.

## 학력
- 수원수성고등학교 (졸업)
- 충북대학교 농과대학 (농업경제학 / 학사)
- 콜로라도 주립대학교 대학원 (행정학 / 석사)
- 연세대학교 대학원 (행정학 / 박사)

## 경력
- 1995 제13회 입법고시 합격
- 국회 행정안전위원회 입법조사관
- 국회도서관 기획담당관
- 국회사무처 공보담당관
- 2010.03~2013.01 국회 예산결산특별위원회 총괄팀장
- 2013.01~2016.01 국회예산정책처 조세분석심의관
- 2017.01~2018.01 국회 보건복지위원회 전문위원
- 2018.07~2020.07 국회사무처 기획조정실장
- 2020.07~2022.07 국회 보건복지위원회 수석전문위원
- 2022.01~2022.12 한국정책학회 부회장
- 2022.07~2023.07 국회사무처 사무차장
- 서울대학교 행정대학원 객원교수
- 2023.09~ 화성균형발전연구원 원장
- 2023.12 제59기 크리스토퍼 평생교육원 화성지부
- 2024.01~ 국민의힘 경기도당 화성시갑 당협위원장
- 2024.09~ 국회 공직자윤리위원회 위원
- 2024.09~2025.07 국민의힘 경기도당 격차해소특별위원회 위원장 겸 인권위원회 위원장
- 2025.01~2025.06 국민의힘 조직강화특별위원회 위원
- 2025.04~2025.04 국민의힘 홍준표 제21대 대통령 선거 경선후보 무대홍 캠프 전략기획본부장
- 2025.05~2025.06: 제21대 대통령 선거 국민의힘 김문수 대통령 후보 경기도 선거대책위원회 공동선거대책위원장
- 2025.07~2025.08: 국민의힘 비상대책위원

## 역대 선거 결과
| 실시년도 | 선거   | 대수 | 직책     | 선거구    | 정당     | 득표수   | 득표율          | 순위 | 당락 | 비고 |
| -------- | ------ | ---- | -------- | --------- | -------- | -------- | --------------- | ---- | ---- | ---- |
| 2024년   | 총선   | 22대 | 국회의원 | 화성시 갑 | 국민의힘 | 59,911표 | \| \| 44.11% \| | 2위  | 낙선 |      |
|          | 44.11% |      |          |           |          |          |                 |      |      |      |